# 江戸川区立第二松江小学校
江戸川区立第二松江小学校（えどがわくりつ だいにまつえしょうがっこう）は、東京都江戸川区松島にあった小学校。通称は「二松」もしくは「二松小」である。

## 沿革
- 1883年（明治16年）8月2日 - 松川小学校開校。
- 1914年（大正3年）9月1日 - 荒川放水路開削に伴い松川小学校が廃校となり、南葛飾郡第二松江尋常小学校として開校。
- 1927年（昭和2年）8月31日 - 校旗制定。
- 1932年（昭和7年）10月1日 - 南葛飾郡の東京市への合併により、東京府東京市第二松江尋常小学校と改称。
- 1941年（昭和16年）4月1日 - 国民学校令により、東京府東京市第二松江国民学校と改称。
- 1943年（昭和18年）7月1日 - 東京府と東京市が統合した東京都発足（東京都政施行）により、東京都第二松江国民学校と改称。
- 1947年（昭和22年）4月1日 - 学制改革により、東京都江戸川区立第二松江小学校と改称。
- 1961年（昭和36年）11月6日 - 校歌制定。同日、こだま学級（心身障害学級）設置。
- 1963年（昭和38年）
  - 10月30日 - プール完成。
  - 11月1日 - 開校50周年記念式典挙行。
- 1974年（昭和49年）11月2日 - 開校60周年記念式典挙行し、祝賀会開催。
- 1984年（昭和59年）11月2日 - 開校70周年記念式典挙行し、祝賀会開催。
- 1994年（平成6年）11月14日 - 開校80周年記念式典挙行し、祝賀会開催。
- 2004年（平成16年）10月26日 - 開校90周年記念式典挙行し、祝賀会開催。
- 2005年（平成17年）
  - 4月1日 - すくすくスクール開校。
  - 8月 - 校舎耐震工事完成。
- 2006年（平成18年）
  - 5月 - サタデースクール開始。
  - 8月 - 校内LANを整備し、教室とトイレを改修。
- 2008年（平成20年）10月1日 - 普通教室にエアコンを設置。
- 2009年（平成21年）9月17日 - 開校95周年記念集会実施。
- 2014年（平成26年）11月11日 - 開校100周年記念式典挙行し、祝賀会開催。
- 2023年（令和5年）
  - 2月11日 - 午前に閉校式典挙行し、午後に最後のPTA主催の「二松っこまつり」開催。
  - 3月23日 - 最後の卒業式挙行。
  - 3月24日 - 最後の修了式挙行。
  - 3月31日 - 閉校[1]。

## 教育目標
- 考える子
- やさしい子
- 元気な子

## 学校行事
| - 4月 - 始業式、入学式 - 5月 - - 6月 - 運動会 | - 7月 - 終業式 - 8月 - 始業式 - 9月 - | - 10月 - 区体育大会 - 11月 - 区音楽会 - 12月 - 終業式 | - 1月 - 始業式 - 2月 - ウインタースクール - 3月 - 卒業式、修了式 |

## 委員会活動・クラブ活動
- 委員会
  - 代表
  - 給食
  - 保健・整美
  - 図書
  - 運動
  - 放送
  - 理科
  - 集会
- クラブ
  - スポーツ
  - イラスト・工作
  - パソコン
  - 音楽
  - 家庭科
  - サイエンス

## 通学区域
- 江戸川区
  - 松島1丁目（1番～23番、30番～36番）
  - 松島2丁目（1番～3番、13番～22番、32番、33番）
  - 西小松川町（16番～37番）

令和5年3月の閉校後は通学指定校を以下のように変更。
- 松島1丁目（1番～23番、30番～36番）・松島2丁目（1番～3番、13番～22番、32番、33番）は江戸川区立第三松江小学校。
- 西小松川町（16番～37番）は江戸川区立松江小学校。

## 進学先中学校
- 江戸川区立松江第二中学校

## 交通
- 都営バス（錦25、亀26、錦27、平23系統）小松川警察署前バス停より徒歩5分